# Zgornja Besnica, Kranj
Zgornja Besnica je naselje v Mestni občini Kranj.